# Prêmio Açorianos de 1986
A décima edição do Prêmio Açorianos ocorreu em 1986 em Porto Alegre e premiou unicamente destaques do setor de arte dramática.

## Premiação
Melhor diretor: Oscar Simch
Melhor ator: Paulo Flores (Fim de Partida)
Melhor atriz: Ilana Kaplan e Verlaine Preto (Passagem para Java)
Melhor ator coadjuvante: Sérgio Etchichourry
Melhor atriz coadjuvante: Ida Celina Silveira e Mirna Spritzer (A Maldição do Vale Negro)
Melhor espetáculo: Gaspar Hauser (Andrômeda Produções)
Melhor figurino e cenário: Isabella Lacerda (Fim de Partida)
Melhor trilha sonora original: Hique Gomez (Gaspar Hauser)
Prêmio especial de atriz: Arlete Cunha (Fim de Partida)

### Menção honrosa
- Equipe de A Maldição do Vale Negro, de Caio Fernando Abreu e Luiz Arthur Nunes
- Em dança: estudos coreográficos de Gato Larsen e Rubem Barbot pelo Grupo Experimental Tal
- Atriz: Neila Kiesling em Doce Vampiro.[3]Referências

1. ↑  Prêmio Açorianos divulga os melhores da música Arquivado em 13 de julho de  2015, no Wayback Machine.. PortoWeb – PROCEMPA,
2. ↑  
[http://www.camarapoa.rs.gov.br/biblioteca/livros/ColetaneaCultura.pdf Coletânea de leis municipais sobre cultura-atualizada até agosto de
2012] Arquivado em 10 de julho de  2015, no Wayback Machine.. Porto Alegre: Câmara Municipal, 2012. 348 pp
3. ↑  Premiação Açorianos 1986. Página da Coordenação de Artes Cênicas da Prefeitura Municipal de Porto Alegre